# Syndroom van Alport

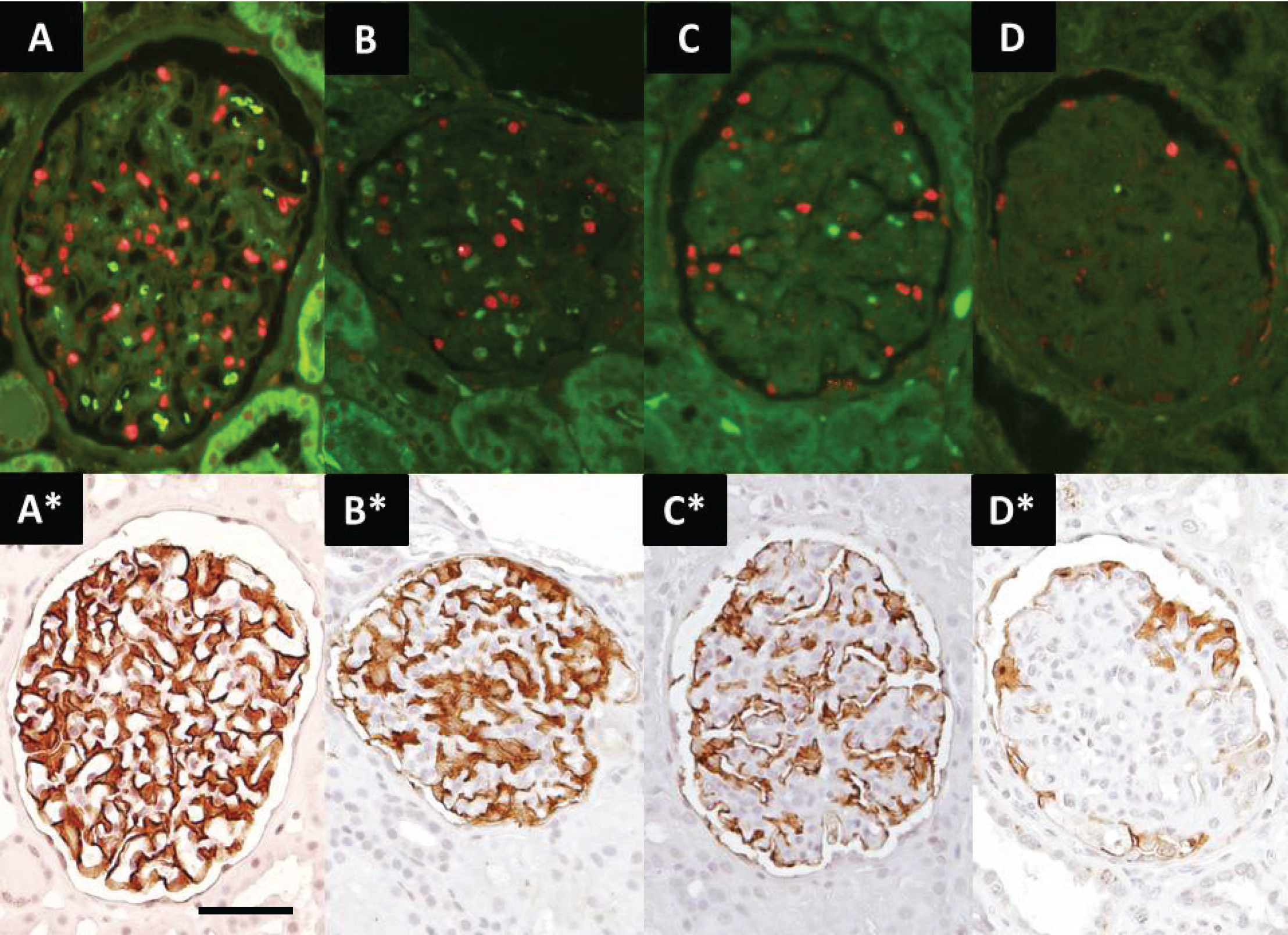
Podocyten bij het syndroom van Alport. A en A* tonen een normale glomerulus. B tot en met D en B* tot en met D* tonen glomeruli met een progressief verminderd aantal podocyten en een Glepp1-peroxidase-positief gebied, wat wijst op progressieve glomerulaire schade geassocieerd met het syndroom van Alport.

Het syndroom van Alport is een aandoening van voornamelijk de nieren en het gehoor die overerfbaar is via het X-chromosoom. De ziekte leidt bij mannen op jong-volwassen leeftijd tot nierfalen en doofheid, bij vrouwen echter in veel mindere mate en op latere leeftijd. Patiënten hebben bloed en eiwit in de urine.

## Geschiedenis
In 1927 schreef de Britse arts Alport zijn klassieke verslag van een familie met dit syndroom. Hij vestigde er de aandacht op dat mannen in deze familie die dit syndroom hadden geërfd, zonder uitzondering progressief nierfalen en doofheid ontwikkelden, terwijl vrouwen veel minder ernstige klachten hadden. Dit overervingspatroon heet 'X-gebonden'. De normale kopie van dit gen op het ene X-chromosoom beschermt de vrouwelijke dragers tegen de effecten van het abnormale Alport-gen op het andere X-chromosoom.
Het komt wel voor dat ook vrouwen nierinsufficiëntie ontwikkelen, maar dit is dan meestal later in het leven. Iedere man krijgt echter slechts 1 X-chromosoom van zijn moeder en een Y-chromosoom van zijn vader; als hij dus een abnormaal X-chromosoom erft is hij niet beschermd en zal het syndroom als jonge volwassene al in volle hevigheid ontwikkelen.

## Oorzaak
Alport wordt veroorzaakt doordat collageen type IV niet goed wordt aangemaakt. Collageen dient in het lichaam als belangrijke bouwstof en geeft veel structuren stevigheid. In de jaren zeventig van de twintigste eeuw werd al door middel van elektronenmicroscopisch onderzoek aangetoond dat het probleem zich bevindt in de basale membraan van de glomeruli in de nier: al in een vroeg stadium zijn de collageenvezels daarvan onregelmatig van opbouw, waardoor de membraan dun en kwetsbaar wordt. In 1990 werd aangetoond dat bij het klassieke X-gebonden syndroom van Alport de oorzaak een mutatie van een gen is dat voor een gespecialiseerde vorm van collageen codeert, en dat op het X-chromosoom ligt ('Col4A5').

## Overervingspatroon
Vrouwelijke dragers van het gen hebben bij iedere zoon 50% kans het gen aan hen door te geven; deze jongens krijgen dan altijd de ziekte. Mannen met de aandoening geven het defecte gen aan al hun dochters door maar al hun zonen zijn gezond (die hebben namelijk zijn Y-chromosoom ontvangen).
Er is een zeldzame variant van het X-gebonden syndroom van Alport waarbij de slikfunctie niet goed werkt door afwijkend spierweefsel in de slokdarm. Deze ziekte is gerelateerd aan een afwijking in een ander collageengen ('Col4A6'), eveneens gelegen op het X-chromosoom.